# Корно (Горња Саона)
Корно (фр. Cornot) насеље је и општина у источној Француској у региону Франш-Конте, у департману Горња Саона која припада префектури Везул.
По подацима из 2011. године у општини је живело 146 становника, а густина насељености је износила 13,05 становника/km². Општина се простире на површини од 11,19 km². Налази се на средњој надморској висини од 270 метара (максималној 293 m, а минималној 222 m).

## Демографија
| 1962. | 1968. | 1975. | 1982. | 1990. | 1999. | 2011. |
| ----- | ----- | ----- | ----- | ----- | ----- | ----- |
| 194   | 183   | 159   | 145   | 158   | 159   | 146   |

График промене броја становника у току последњих година